# Célula neurosecretora magnocelular
Las células neurosecretoras magnocelulares son células neuroendocrinas grandes dentro del núcleo supraóptico y el núcleo paraventricular del hipotálamo. También se encuentran en menor número en grupos de células accesorias entre estos dos núcleos, siendo el más grande el núcleo circular.
Hay dos tipos de células neurosecretoras magnocelulares: células productoras de oxitocina y células productoras de vasopresina, pero un pequeño número puede producir ambas hormonas. Estas células son neuronas neuroendocrinas, son eléctricamente excitables y generan potenciales de acción en respuesta a la estimulación aferente.

## Microaquitectura

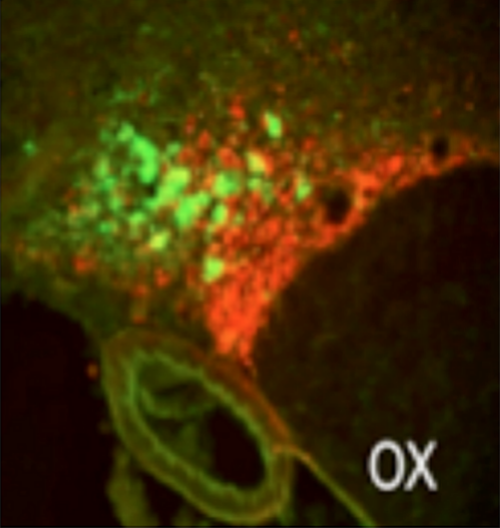
Neuronas magnocelulares de oxitocina (en verde)
Neuronas magnocelulares de vasopresina (en rojo) dentro del núcleo SupraOptico.
OX= quiasma óptico. Microscopía confocal, inmunofluorescencia.

Las células neurosecretoras magnocelulares de las ratas (donde estas neuronas se han estudiado más extensamente) en general tienen un solo axón varicoso largo, que se proyecta hacia la hipófisis posterior. Cada axón da lugar a unas 10 000 terminales neurosecretoras y a muchas protuberancias axónicas que almacenan un gran número de vesículas que contienen hormonas. Estas vesículas se liberan de los axones y de las terminaciones nerviosas por exocitosis en respuesta a la entrada de calcio a través de los canales iónicos dependientes de voltaje, lo que ocurre cuando los potenciales de acción se propagan por los axones.
Las células suelen tener dos o tres dendritas largas, que también contienen dilataciones grandes y una densidad muy alta de vesículas que contienen hormonas. Por lo tanto, la oxitocina y la vasopresina pueden liberarse dentro del cerebro desde estas dendritas, así como hacia la sangre desde las terminales de la glándula pituitaria posterior. Sin embargo, la liberación de oxitocina y vasopresina de las dendritas no siempre se acompaña de secreción periférica, ya que la liberación dendrítica se regula de manera diferente. La liberación dendrítica puede desencadenarse por despolarización, pero también puede desencadenarse por la movilización de las reservas de calcio intracelular. Las dendritas reciben la mayor parte de las entradas sinápticas de las neuronas aferentes que regulan las neuronas magnocelulares; normalmente, una neurona magnocelular recibe unas 10 000 sinapsis de las neuronas aferentes.

## Función
La vasopresina se produce a partir de las células productoras de vasopresina a través del gen AVP, una salida molecular de las vías circadianas.